# Latina
Latina (LT) är en stad och kommun i Lazio i Italien. Kommunen hade 126 746 invånare (2018) och ligger ca 62 km söder om Rom, 21 m över havet. Latina är huvudort i provinsen Latina. Latina gränsar till kommunerna Aprilia, Cisterna di Latina, Nettuno, Pontinia, Sabaudia, Sermoneta och Sezze.
Staden grundades 1932 under namnet Littoria i de utdikade Pontinska träsken. Eftersom namnet Littoria hade fascistanknytning döptes staden om till sitt nuvarande namn 1946.